# The Monster of Nix
„The Monster of Nix“ е нидерландски музикален детски анимационен филм от 2011 година на режисьора Росто по негов собствен сценарий.
Действието се развива във фантастичен свят, в който странни същества се опитват да предпазят яйца, съдържащи различни истории, от гигантска птица, която се опитва да ги обсеби, застрашавайки съществуването на света.